# Bob Filner
Robert Earl Filner, detto Bob (Pittsburgh, 4 settembre 1942 – Costa Mesa, 20 aprile 2025), è stato un politico statunitense, membro della Camera dei Rappresentanti per lo stato della California dal 1993 al 2012 e successivamente sindaco di San Diego tra il 2012 e il 2013.

## Biografia
Nato nello stato della Pennsylvania, Filner studiò alla Cornell University e per oltre vent'anni svolse la professione di insegnante di storia. Negli anni ottanta venne eletto come democratico all'interno del consiglio comunale di San Diego e qualche tempo dopo venne nominato vicesindaco della città.
Nel 1992 concorse alle elezioni per la Camera dei Rappresentanti e venne eletto con un margine di scarto molto stretto. Negli anni seguenti tuttavia venne rieletto altre nove volte con ampio consenso. Nel 2012 annunciò il proprio ritiro dal Congresso e si candidò a sindaco di San Diego, riuscendo ad essere eletto. Pochi mesi dopo essersi insediato, tuttavia, Filner venne coinvolto in uno scandalo dovuto ad alcune accuse di molestie sessuali nei confronti delle sue collaboratrici. Le polemiche conseguenti portarono Filner ad annunciare le dimissioni alla fine di agosto del 2013 e per via dello scandalo venne istruito un processo a suo carico.
Ideologicamente Filner fu un liberale e fu membro del Congressional Progressive Caucus.